# Чолгош, Леон
Ле́он Франк Чо́лгош (англ. Leon Frank Czolgosz, пол. Czołgosz; 5 мая 1873, Мичиган — 29 октября 1901, Оберн, Нью-Йорк) — американский анархист, убийца 25-го президента США Уильяма Мак-Кинли.

## Биография

### История переселения в США
Отец будущего террориста Павел Чолгош, по одним данным, был выходцем из Познанской области в Пруссии и переселился в Северную Америку в 1871 году, где проживал в Кливленде. По другим данным, он вынужден был эмигрировать из Виленской губернии в середине 1860-х годов, и тому могло быть несколько причин. На его миграцию мог повлиять разбор шляхты в соответствии с указом от 19 января 1866 года, в результате которого подданные Российской империи, не сумевшие документально подтвердить своё шляхетское достоинство, лишались своего статуса и причислялись к крестьянам или мещанам. Во-вторых, Павел Жовгусь (именно так звали отца Леона) мог бежать из родных мест, опасаясь расправы со стороны правительственных структур как участник польского восстания 1863 года, распространившегося на территорию современной Литвы. Во втором случае мигранты перебирались в относительно спокойные США через Пруссию. Не исключено, что на эмиграцию семьи Чолгошей могли повлиять иные причины — например, бегство от уголовного преследования или элементарной нищеты, являвшиеся типичными мотивами для переселенцев в США из континентальной Европы. Имеющиеся источники информации не могут дать однозначных ответов на вопросы происхождения предков Чолгоша, мотивы и обстоятельства их переселения в США.
Проблема установления предков Чолгоша, а также его точного местожительства в данный момент может считаться фактически нерешаемой, так как возникают разногласия в связи с документальным написанием его фамилии. Единственно, можно предположить, что небольшое имение, которым владел Жовгусь-старший, располагалось под Островцом, городком на территории современной Гродненской области. На первых порах, после эмиграции, он проживал в Германии, как и большинство его соотечественников, попавших в схожий переплёт, а уже в самом конце 1860-х он эмигрирует в США, где по причине бумажной неразберихи и недостаточной осведомлённости сотрудников таможни в графе «национальность» мигранта Жовгуся оформляют как венгра и официально видоизменяют его фамилию на мадьяризованную. Таким образом, в результате бюрократического ляпсуса на свет появилась новая фамилия Чолгош, под которой персонаж этой статьи вошёл в историю.

### Увлечение анархистскими идеями
Вскоре после того, как миграционные проблемы были улажены, в семье новоиспечённого венгра оформляется пополнение. На свет в 1873 году появляется Леон, но уже под фамилией Чолгош. Вскоре ребёнок остаётся без матери, а со второй женой отца отношения у него не сложились. При этом в школьный период мальчик подвергался постоянным издевательствам, что тоже сказалось на формировании его личности. Впоследствии молодой человек испытывал определённые трудности со вступлением в контакт с посторонними людьми и очень часто менял работы, нигде не задерживаясь подолгу.
Чолгош начал зачитываться периодическими изданиями социалистического и анархического толка, начал активно посещать собрания революционно настроенной молодёжи, на которых высказывались радикальные революционные идеи. На одном из таких собраний у Леона вызрел замысел совершить политическое убийство высокопоставленного деятеля. Его выбор пал на главную фигуру на политическом пространстве страны, в которой он проживал. Тем более, что ещё свеж в памяти был пример, поданный неким Шарлем Гито, который расстрелял американского президента Джеймса Гарфилда в 1881 году на центральном железнодорожном вокзале американской столицы. Леон верил в теорию о возможности достижения общественной гармонии и протестовал против эксплуататорского отношения толстосумов к рабочему классу, полагая, что методы насильственной расправы помогут добиться общего равенства. Тем не менее, его приверженность подобным анархическим воззрениям не мешала ему на протяжении многих лет являться сторонником умеренной северно-индустриальной Республиканской партии; вполне возможно, что сам Чолгош отдал свой голос за Мак-Кинли как за кандидата в губернаторы штата Огайо, когда тот баллотировался на этот пост в 1891 году. Однако после одного случая (речь одного из наиболее харизматичных лидеров террористического движения США), о котором речь пойдёт ниже, его взгляды сместились в радикальную плоскость.

### Участие в анархистских мероприятиях
Леону Чолгошу уже в десятилетнем возрасте (в 1884 году) пришлось начать самостоятельно работать. Уже с самого раннего детства он фактически занимался тем, что по американским законам не было полностью запрещено, но периодически порицалось представителями Республиканской партии, горячим сподвижником которой он стал в юности.
Что касается первых мер по ограничению детского труда, то они официально были одобрены только при Теодоре Рузвельте в начале 1910-х годов, то есть через три десятилетия после описываемых событий. Между тем будущий убийца президента неоднократно принимал участие в стачках, организованных представителями рабочего класса США. В ходе этих мероприятий по выражению массового протеста Чолгош-младший вступал в драки с блюстителями правопорядка, из-за чего ему приходилось расставаться с работой несколько раз. Когда ему было всего 13 лет, в Чикаго в 1886 году произошла печально известная Хеймаркетская бойня, в ходе которой произошло жестокое столкновение полицейских сил с бастовавшими рабочими, в результате чего 4 рабочих погибли. В числе требований, которые выдвигали представители рабочих организаций, было введение восьмичасового рабочего дня; один из протестующих швырнул взрывное устройство в кордон полицейских, оцепивших площадь Хеймаркет, что и вызвало ответный огонь сил специального назначения по митингующим. Именно в память об этом кровавом событии празднуется Первое мая  — День международной солидарности трудящихся.
Вскоре в Кливленде состоялось программное публичное выступление Эммы Гольдман, одной из идейных вдохновительниц анархического направления так называемого индивидуального террора, который предполагал лишение жизни политических и общественных деятелей «ради достижения социальной гармонии». Живший в непосредственной близости от Кливленда, тогдашнего центра анархического мировоззрения, Леон вдохновился её выступлением (в июле 1901 года), что послужило одним из этапов его становления как террориста-одиночки, слепо верящего в идеалы индивидуальной борьбы с «угнетателями рабочего класса». Таким образом, к роковому сентябрю 1901 года Чолгош (сам признававшийся в этом) стал одним из наиболее преданных поклонников её анархических идей. До этого Чолгош неоднократно планировал вступить в ряды различных анархических организаций, но каждый раз получал отказ, что могло быть связано с его природной замкнутостью и необщительностью; более того, в одном из периодических изданий «Свободное общество», исповедовавшим анархические концепции, появилось резкое сообщение о том, что Чолгош, возможно, является неблагонадёжным, провокатором с непроверенной биографией, которому не следует доверять.
Ещё раньше, в 1900 году, состоялось нашумевшее покушение Гаэтано Бреши на итальянского монарха Умберто I; это событие стало решающим для Чолгоша, так как террорист-одиночка, застреливший в Монце короля, зарекомендовал себя как рьяный приверженец идей «Красной Эммы» и свою анархическую школу прошёл в США. Бреши, приговорённый итальянским судом к пожизненной каторге, через год скончался в пересылочной камере при до сих пор не выясненных обстоятельствах. Однако этот пример окончательно подвигнул Леона на совершение «тираноубийства».

### История покушения
В последние дни августа 1901 года американский президент планировал турне по знаковым местам государства. В первую очередь Мак-Кинли планировал посетить природную достопримечательность — Ниагарский водопад, а также поучаствовать в деятельности промышленной выставки технических изобретений, которая должна была произойти в Буффало. Предусмотрительный Чолгош, спланировавший покушение и приехавший в Буффало неделей раньше, снял комнату и приобрёл револьвер 32-го калибра. За револьвер анархист выложил немалую сумму —  почти 5 долларов. Президент, отправившийся на Панамериканскую выставку, был весел, постоянно шутил и раздавал автографы. К тому же 5 сентября было официально объявлено Днём президента, в этот день Мак-Кинли в рамках своего путешествия прибыл на выставку, на которой, в частности, были представлены новейшие открытия в области рентгеновских лучей и изобретения известного изобретателя и учёного Николы Теслы. Следующий же день был посвящён визиту на Ниагарский водопад, а уже 7 сентября президент отправился на культурный раут, который состоялся в концертном зале, больше известном в народе как Храм музыки. Президент был уверен в том, что никто не будет на него покушаться, так как после сравнительно лёгких выборов можно было поверить, что Мак-Кинли пользуется широкой любовью народа. Тем более его явно охраняло одиннадцать вооружённых солдат Национальной армии, а тайно — несколько бойцов секретной службы США. Когда оркестр начал играть Шумана, к президенту выстроилась очередь за рукопожатиями. Одним из желавших пожать руку новоизбранному президенту был Чолгош. В то время, как президент предавался безоблачному общению с народом, подошла очередь молодого блондина, правая ладонь которого была обмотана платком практически по локоть. Там был замаскирован револьвер. Чолгош протянул президенту левую руку для пожатия, и прежде чем сотрудники тайной службы успели что-либо заподозрить, раздались два выстрела, и 25-й президент США получил смертельное ранение. Первая пуля попала Мак-Кинли в пуговицу на пиджаке и не причинила существенного вреда, однако вторая пуля попала в живот. Человек, стоявший следом за Чолгошем в очереди, ударом в голову сбил террориста с ног, охрана бросилась вязать его, тем самым спасая от неминуемого линчевания, а раненый президент крикнул охранникам из последних сил, чтобы не допустили того, что преступник станет жертвой народного гнева. Вскоре на место происшествия прибыли вице-президент Теодор Рузвельт и сенатор, друг Мак-Кинли, Марк Ханна. Избитого Чолгоша посадили в клетку и отправили в тюремный лазарет, где его сперва вылечили, а затем, через 20 дней, перевели в Обернскую тюрьму, где состоялся суд над ним.
Сотрудник одной из нью-йоркских газет отыскал Павла Чолгоша и взял интервью. «Не нахожу никакого оправдания для своего сына, — сказал Павел Чолгош, — думаю лишь, что он был не более как орудием других».
Выходившая в Нью-Йорке под редакцией известного немецкого анархиста Иоганна Моста газета Die Freiheit заявила: «Мы одобряем покушение, но Чолгош не принадлежал к регулярным членам анархистской организации» («Биржевые ведомости», 12 сентября (30 августа) 1901 года).
Мак-Кинли, несмотря на усилия врачей, скончался 14 сентября (первая пуля, легко задевшая президента, не представляла угрозы, а вторая, насквозь пробившая желудок и застрявшая в мышцах спины, так и не была извлечена из тела). По-видимому, причиной летального исхода стало заражение крови — после 12 сентября состояние президента резко ухудшилось, и сам он заявил врачам о необходимости непрерывной молитвы, так как считал своё состояние безнадёжным.

### Казнь
Суд над убийцей начался 23 сентября 1901 года. На суде, который длился 8 часов 25 минут, Чолгош выглядел невменяемым. Адвокаты, которым Чолгош отказался помочь, не вызвали свидетелей защиты. А уже 29 октября, когда по приговору суда его посадили на электрический стул, выразил сожаление по поводу того, что ему не суждено повидаться с отцом.
Я убил президента, потому что он был врагом хороших людей, трудящихся людей. Я не сожалею о своём преступлении. Жаль, что мне не разрешили повидаться с отцом.